# Johann Friedrich Christmann
Johann Friedrich Christmann (* 10. September 1752 in Ludwigsburg; † 21. Mai 1817 in Heutingsheim) war ein württembergischer evangelischer Pfarrer und Komponist von Kirchenliedem und Kammermusikwerken.

## Leben und Wirken
Nach dem Besuch des Gymnasiums in Stuttgart trat Johann Friedrich Christmann 1770 in das Evangelische Stift Tübingen ein und studierte bis 1775 an der Eberhard Karls Universität Tübingen Evangelische Theologie. 1772 erwarb er dort den Magistergrad. 1774 wurde er zunächst Vikar der Evangelischen Landeskirche in Württemberg in Ludwigsburg. Von 1777 bis 1779 wirkte er als Hofmeister in Winterthur, anschließend war er Hofmeister in Karlsruhe. 1781 kam er als Vikar nach Daisbach und 1784 übernahm er die Pfarrstelle in Heutingsheim, wo er 1817 starb. 
Bereits als Student in Tübingen hatte er mit dem Komponieren begonnen. Diese Tätigkeit setzte er auch weiterhin fort; von ihm stammen geistliche und vaterländische Lieder und Choräle sowie Chorsätze und Klavierstücke. Außerdem veröffentlichte er einige Arbeiten über die Tonkunst. 

## Veröffentlichungen
- Elementarbuch der Tonkunst. Zwei Teile. Speier 1782/1789.
- Ueber kirchliche Neuerungen. Eine Predigt vor der Einführung des neuen Gesangbuchs gehalten und zur Belehrung schwacher Christen in öffentlichen Druk gegeben. 1791 (Digitalisat).
- Der Christ im Kerker oder religiöse Betrachtungen und Gebete für Gefangene und zum Tode verurtheilte Missethäter. Cotta, Tübingen 1794 (Digitalisat).
- Oden und Lieder für das Clavier. Breitkopf & Härtel, Leipzig 1797 (Digitalisat).
- Ueber Wirtembergs Staats-Verfassung, Regenten-Würde und Bürger-Pflicht. Eine Huldigungs-Predigt bey dem Regierungs-Antritte Friedrichs II. Herzogs zu Wirtemberg und Teck. Cotta, Ludwigsburg 1798 (Digitalisat).
- (Hrsg., mit Justin Heinrich Knecht): Vollständige Sammlung theils ganz neu componirter, theils verbesserter vierstimmiger Choralmelodien für das neue Wirtembergische Landgesangbuch. Zwei Teile. Mäntler, Stuttgart 1799 (Digitalisat).
- Versuch in moralischen Betrachtungen für Regenten und andere fürstliche Personen jeder Religion. Ludwigsburg 1804.

- Rainer Bayreuther/Joachim Kremer: "Für Wirtemberger und andere biedere Schwaben". Johann Friedrich Christmanns Vaterlandslieder (1795) in ihrer Zeit. Mit einer Faksimile-Edition (= Musik der frühen Neuzeit, Bd. 3). von Bockel Verlag, Neumünster 2017, ISBN 3-95675-014-4 (die "Vaterlandslieder" erschienen erstmals 1795 in Stuttgart).